# Kleine Tricks
Kleine Tricks ist ein polnischer Spielfilm aus dem Jahr 2007.

## Handlung

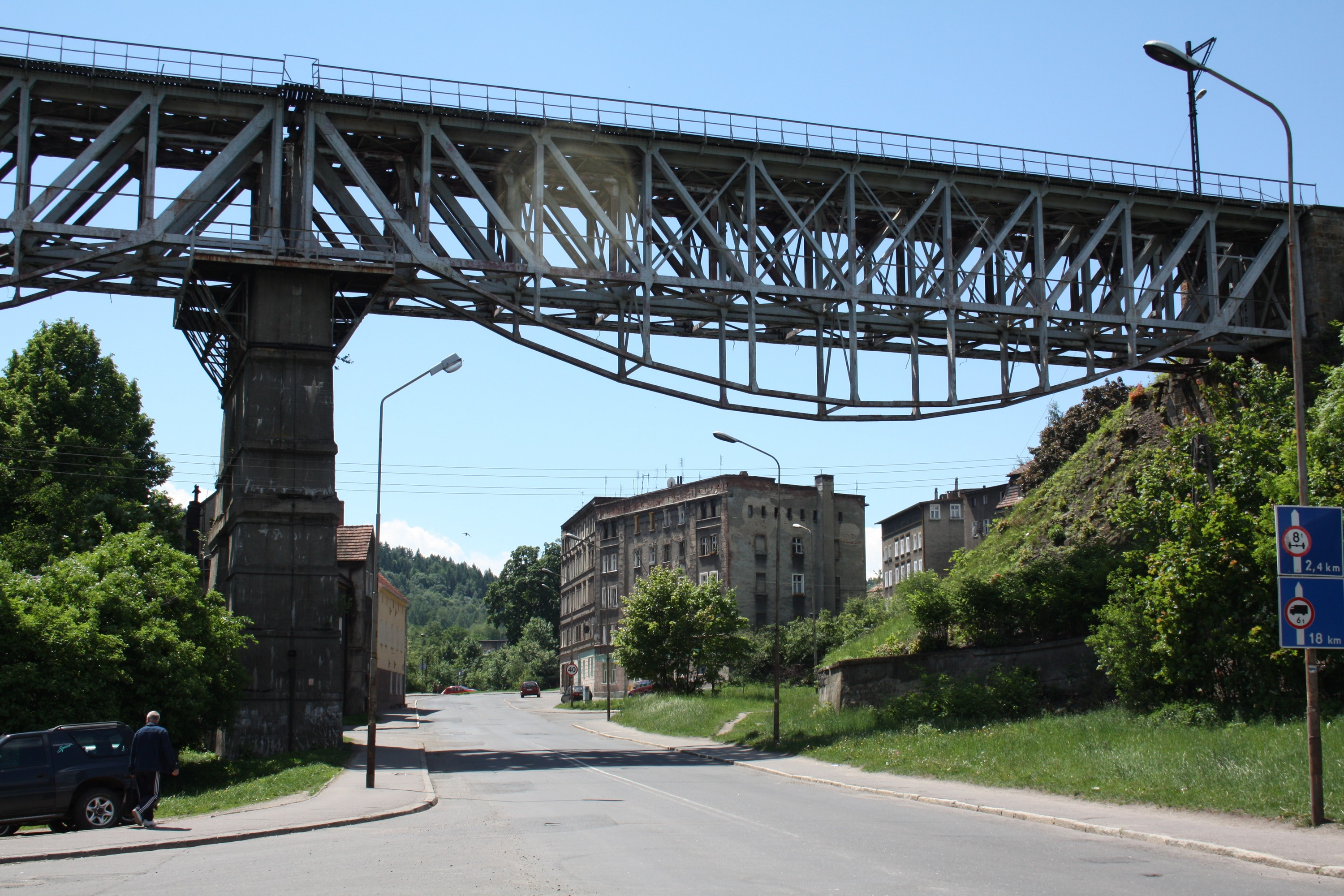
Der Eisenbahn-Viadukt des Films im Waldenburger Stadtteil Podgórze

Der Film spielt während der Sommerferien in einer niederschlesischen Kleinstadt, wo Stefek, ein phantasievoller 7-jähriger Junge, zusammen mit seiner älteren Schwester Elka und seiner Mutter lebt. Der Vater hatte die Familie vor Jahren verlassen, und so hat Stefek keine Erinnerung mehr an ihn. Am Bahnhof aber sieht er jeden Tag einen Mann mit Aktentasche und Handy, der auf den Zug nach Breslau wartet, und anhand eines zerknitterten Fotos glaubt er in ihm seinen Vater zu erkennen. So versucht er mit diversen „kleine Tricks“ Kontakt zu dem Mann aufzunehmen und ihn zur Rückkehr zu seiner Familie zu bewegen. Seine Schwester Elka aber möchte davon nichts mehr wissen. Sie hat den Vater aus ihrem Leben gestrichen, arbeitet in einem Restaurant als Tellerwäscherin und lernt Italienisch, um bei einer italienischen Firma im Ort angestellt zu werden. Die Unternehmungen ihres Bruders aber verhindern dies, da sie dadurch stets zu spät zu den Vorstellungsgesprächen kommt. Schließlich gibt sie auf. Aber auch Stefek scheint mit seinem Vorhaben zu scheitern. Mit Hilfe von Elkas Freund Jerzy kann er den Mann zwar für einen ganzen Tag in der Stadt festhalten, wobei sich zeigt, dass dieser tatsächlich Stefeks Vater ist – als er jedoch am Abend die Stadt zu verlassen scheint, ohne Kontakt mit seiner Familie aufgenommen zu haben, schläft Stefek vor lauter Erschöpfung in einem leeren Güterwaggon ein, der die Nacht über hin und her rangiert wird. Als Stefek schließlich aufwacht, rollt der Wagen gerade durch den Bahnhof, wo sein Vater auf einer Bank die Nacht verbracht hat, und beide kommen endlich doch noch zueinander.

## Hintergrund
Die Dreharbeiten zu dem Film fanden vom 15. Juli bis zum 30. August 2006 in Wałbrzych (dt.: Waldenburg) im Ortsteil Dzietrzychów (dt.: Dittersbach) statt. Die Uraufführung des Films fand während der Internationalen Filmfestspiele von Venedig 2007 statt. Der Kinostart in Polen war am 26. Oktober 2007. Ab dem 23. Juli 2009 lief der Film in den deutschen Kinos.

## Kritiken
„Kleine Tricks ist ein Film, der mit viel Witz, Verve und unglaublichem Einfallsreichtum inszeniert wurde, der eine kleine Geschichte großartig erzählt, der den Nachbarstaat Polen in einem ganz neuen Licht erscheinen lässt, und der die unschuldigen Momente der Kindheit wieder in Erinnerung bringt. Magisch, humorvoll und auf fabelhafte Weise einmalig!“

„Jakimowskis Film erzählt, was einen perfekten Sommer ausmacht, der anders aussieht als TUI- und Langnese-Werbung suggerieren: zusammengekniffene Augen in glitzernder Sonne, Schwimmen im Bach, endlos helle Abende, Schlurfen in Badelatschen, Motorradfahren ohne Helm, eine schüchterne Liebe und Dinge tun, die man sich an einem kühlen Herbsttag gründlicher überlegt hätte. Beständig läuft ein eigener Film nebenbei, eine Rückschau auf die eigene Kindheit, in der die Tage endlos waren.“

„Das kraftvolle, unverdorbene Spiel der Laiendarsteller gepaart mit den erinnerten Erlebnissen aus der Kindheit des Regisseurs sind die Stärken dieses Films, der viel Tristesse zeigt und von Einsamkeit handelt, nie aber seinen augenzwinkernden Humor verliert.“

## Auszeichnungen
- 2007: Label Europa Cinemas (Filmfestspiele Venedig)
- 2007: Laterna Magica (Filmfestspiele Venedig)
- 2007: Goldener Löwe (Polnisches Filmfestival Gdynia)
- 2007: Preis für die beste Kamera (Polnisches Filmfestival Gdynia)
- 2007: Darstellerpreis für Damian Ul (Tokyo International Film Festival)
- 2007: Spezial Jurypreis (São Paulo International Film Festival)
- 2008: Polnischer Filmpreis in den Kategorien Beste Regie und Bester Nebendarsteller, sowie Publikumspreis